# ТЕЦ №2 (Кишинів)
ТЕЦ № 2 (Кишинів) — теплова електростанція в столиці Республіки Молдова.
В 1976, 1978 та 1980 роках на майданчику станції стали до ладу три однотипні енергоблока потужністю по 80 МВт. Кожен з них мав котел типу ТГМ-96Б продуктивністю 480 тон пари на годину, парову турбіну ПТ-80/100-130/13 та генератор ТВФ-120-2УЗ.
Для покриття пікових навантажень під час опалювального періоду в 1975-му запустили два водогрійні котла ПТВМ-100 потужністю по 116 МВт, а в 1981-му додали ще один такий же. У 1990 та 1991 роках стали до ладу два водогрійні котла КВГМ-180 потужністю по 209 МВт, які, втім, з 1999-го поставили на консервацію.
Станцію спорудили з розрахунку на використання мазуту, а в 1993—1994 роках її перевели на природний газ. Останній подається до столиці Республіки Молдова по газопроводах Одеса – Кишинів, Олішкань — Кишинів, Токуз – Мерень та Унгени — Кишинів.
Видалення продуктів згоряння відбувається за допомогою димаря заввишки 180 метрів. Також в основному був зведений димар висотою 215 метрів, проте наразі він так і залишається незавершеним.